# جمال أيت بن إيدر
جمال أيت بن إيدر (بالفرنسية: Jamel Aït Ben Idir)‏، لاعب كرة قدم مغربي، من مواليد 10 يناير 1984، يلعب حاليا في صفوف نادي الوداد الرياضي.

## روابط خارجية
- جمال أيت بن إيدر على موقع الاتحاد الدولي (مؤرشف)  (الإنجليزية)
- جمال أيت بن إيدر على موقع قاعدة بيانات كرة القدم.إي يو (الإنجليزية)
- جمال أيت بن إيدر على موقع ناشيونال فوتبول تيمز (الإنجليزية)
- جمال أيت بن إيدر على موقع Soccerway.com (الإنجليزية)
- جمال أيت بن إيدر على موقع عالم كرة القدم.نت (الإنجليزية)